# Ярковский, Витольд Иванович
Витольд Иванович Ярковский (1875, Смоленск, Российская империя — 1918, Санкт-Петербург, РСФСР) — польский инженер-авиастроитель. Автор многих патентов в области авиастроения, пионер авиации и популяризатор русской и польской авиации.

## Биография
Сын известного инженера-естествоиспытателя Ивана Осиповича Ярковского и его жены Елены Александровны Шендзиковской.
В 1897 году окончил в Санкт-Петербурге Технологический Институт Императора Николая I. В 1911 стал первым русским выпускником французской Высшей школы воздухоплавания.
Член комитета муниципального отделения Польской социалистической партии в Варшаве. Был заключён в 10 бастионе Варшавской цитадели.
В 1909 году разработал метод расчёта оптимального угла лопастей вертолёта. После возвращения в Санкт-Петербург был преподавателем Технологического института. В 1913 году построил самолёт Лебедь-IV. Расстрелян в результате репрессий.
В 1931 году посмертно награждён Крестом независимости.
В настоящее время реабилитирован.

## Сочинения
- Теория и техника : Основные положения. — СПб. : Воздухоплавание, 1912.